# A' Katīgoria 1980-1981
L'edizione 1980-81 della A' Katīgoria fu la 42ª del massimo campionato cipriota; vide la vittoria finale dell'Omonia, che conquistò il suo decimo titolo (settimo in otto stagioni).
Capocannoniere del torneo fu Sōtīrīs Kaïafas dell'Omonia con 14 reti.

## Formula
Le 14 squadre partecipanti hanno disputato il campionato incontrandosi in due gironi di andata e ritorno, per un totale di 26 giornate; si assegnavano due punti in caso di vittoria, 1 per il pareggio e 0 per la sconfitta. Erano previste due retrocessioni.

## Classifica finale
|  |    | Classifica finale   | G  | V  | N  | P  | GF | GS | DR  | Punti |
|  | -- | ------------------- | -- | -- | -- | -- | -- | -- | --- | ----- |
|  | 1  | Omonia (CC)         | 26 | 16 | 6  | 4  | 56 | 21 | +35 | 38    |
|  | 2  | APOEL (C)           | 26 | 13 | 10 | 3  | 41 | 16 | +25 | 36    |
|  | 3  | Pezoporikos Larnaca | 26 | 14 | 4  | 4  | 45 | 33 | +12 | 34    |
|  | 4  | EN Paralimni        | 26 | 11 | 10 | 5  | 32 | 21 | +11 | 32    |
|  | 5  | Anorthōsis          | 26 | 9  | 9  | 8  | 37 | 34 | +3  | 27    |
|  | 6  | Apollōn Limassol    | 26 | 10 | 6  | 10 | 32 | 32 | +0  | 26    |
|  | 7  | Nea Salamis         | 26 | 8  | 8  | 10 | 29 | 32 | -3  | 24    |
|  | 8  | Omonia Aradippou    | 26 | 7  | 9  | 10 | 30 | 41 | -11 | 23    |
|  | 9  | Keravnos Strovolos  | 26 | 8  | 7  | 11 | 27 | 41 | -14 | 23    |
|  | 10 | EPA Larnaca         | 26 | 6  | 9  | 11 | 25 | 27 | -2  | 21    |
|  | 11 | Olympiakos Nicosia  | 26 | 7  | 7  | 12 | 23 | 30 | -7  | 21    |
|  | 12 | AEL Limassol        | 26 | 7  | 7  | 12 | 19 | 30 | -11 | 21    |
|  | 13 | Alkī Larnaca        | 26 | 7  | 7  | 12 | 25 | 50 | -15 | 21    |
|  | 14 | Arīs Limassol       | 26 | 7  | 3  | 16 | 29 | 52 | -23 | 17    |

G = Partite giocate; V = Vittorie; N = Nulle/Pareggi; P = Perse; GF = Goal fatti; GS = Goal subiti; DR = Differenza reti.
- (C): Campione nella stagione precedente
- (CC): Vince la Coppa di Cipro

### Verdetti
- Omonia Campione di Cipro 1980-81.
- Aris Limassol e Alki Larnaca retrocesse in Seconda Divisione.

### Qualificazioni alle Coppe europee
- Coppa dei Campioni 1981-1982: Omonia qualificato.
- Coppa delle Coppe 1981-1982: EN Paralimni qualificato (come finalista di Coppa).
- Coppa UEFA 1981-1982: APOEL qualificato.